# گرم‌دشت حاره‌ای شبه‌جزیره کیپ یورک
گرم‌دشت حاره‌ای شبه‌جزیره کیپ یورک (انگلیسی: Cape York Peninsula tropical savanna) بوم‌ناحیه‌ای از نوع علفزارها، گرم‌دشت‌ها و درختچه‌زارهای حاره‌ای و جنب‌حاره‌ای در شمال استرالیا است. این بوم‌ناحیه شبه‌جزیره کیپ یورک در کوئینزلند که شمالی‌ترین نقطه سرزمین اصلی استرالیا است را در بر می‌گیرد. این بوم‌ناحیه با منطقه‌زیستی شبه‌جزیره کیپ یورک که یکی از مناطق زیستی موقت استرالیا است، هم‌مرز است.